# AraInfo
AraInfo és un diari digital d'Aragó d'informació general. Va néixer l'any 2010 i els seus articles són principalment en castellà, això no obstant, té també articles en aragonès o català. AraInfo s'organitza de manera assembleària, evita la publicitat de les grans empreses i se sosté econòmicament per mitjà de les subscripcions. AraInfo coopera i comparteix continguts amb altres mitjans de comunicació alternatius internacionals com la Directa, El Salto, La Marea, Argia, Ahötsa, Pikara Magazine, La Rella o Ràdio Arrels.
El consell de redacció d'AraInfo està format per cinc persones: Rocío Durán, Iker González, Chorche Tricas, Sergio Gracia i Dora Díaz.